# 흰얼굴사키
흰얼굴사키(Pithecia pithecia)는 신세계원숭이에 속하는 사키원숭이의 일종이다. 기아나사키 또는 황금얼굴사키로도 불린다. 남아메리카의 브라질과 프랑스령 기아나, 수리남 그리고 베네수엘라에서 발견된다.
이 종들은 숲의 관목류(灌木類)와 임관수(林冠樹, canopy)에서 살며, 먹이는 주로 과일이지만 견과류나 씨앗 그리고 곤충 등을 먹기도 한다.
이 원숭이는 2종의 아종이 인정되고 있다.
- 흰얼굴사키 (Pithecia pithecia pithecia)
- 황금얼굴사키 (Pithecia pithecia chrysocephala) - 2014년 별도의 종으로 인정.

## 생식
사육 시설에서, 흰얼굴사키 암컷의 배란 주기는 약 17일이며, 임신 기간은 20 내지 21주이다. 새끼를 낳은 후, 평균적으로 23주 동안 젖이 분비된다.
흰얼굴사키(Pithecia pithecia) 종은 털 채색에 있어, 현저한 동종 이형성을 나타낸다. 암컷은 수컷보다 털이 짧으며, 갈색을 띤 회색을 털을 지니고 있으며, 코 끝과 입 주위에 희거나 연한 갈색 줄무늬가 있다. 반면에 수컷은 검은 털을 지니고 있고, 앞머리와 얼굴 그리고 목은 불그스레한 흰색을 띤다.

## 습성
이들은 보통 평생동안 짝을 유지한다. 매우 헌신적이고, 서로 몸손질을 해주어 유대 관계를 강화하는 것을 보인다.